# (6393) 1990 HM1
1990 إتش أم 1 (ويعرف أيضًا باسم (6393) 1990 إتش أم 1 وفق تسمية الكوكب الصغير) (بالإنجليزية: 1990 HM1)‏ هو كويكب ضمن حزام الكويكبات؛ وترتيبه 6393 من حيث الاكتشاف.
اكتُشف هذا الجُرم الفلكي بواسطة Minoru Kizawa ‏ في 29 أبريل 1990.

## وصلات خارجية
- (6393) 1990 HM1 في قاعدة بيانات مختبر الدفع النفاث لأجرام النظام الشمسي الصغيرة

- الاكتشاف · مخطط المدار ·  العناصر المدارية · المعلمات المادية

- (6393) 1990 HM1 على موقع ويكي سكاي: DSS2, SDSS, GALEX, IRAS, Hydrogen α, X-Ray, Astrophoto, Sky Map, Articles and images